# 弗雷德里克·卡瑟伍德
弗雷德里克·卡瑟伍德（Frederick Catherwood，1799年2月27日—1854年9月27日）是一位英國探險家、藝術家和建築師。最為人所知的是他對瑪雅文明遺址的細緻描繪。19世紀中葉與約翰·勞埃德·史蒂芬斯探索中美洲。在參與製作的書籍《中美洲、加帕斯和猶加坦發現之旅》及《馬雅祕境》中向西方世界介紹了瑪雅文明。於1854年乘坐「北極號」蒸汽船橫渡大西洋時因為與一艘法國船相撞而身亡。